# シンロイヒ
シンロイヒ株式会社（英文商号：SINLOIHI CO., LTD.）は神奈川県鎌倉市に本社を置く、日本国内最大手の有機蛍光顔料メーカー。大日本塗料株式会社の連結子会社である。

## 概要
三菱グループの塗料メーカー大日本塗料の関係会社であり、蛍光色材の国内唯一の総合メーカー。
蛍光顔料、蛍光塗料、蓄光塗料（夜光塗料）、反射塗料、一般色塗料、蛍光フィルム、蓄光テープ、ルミライトカラー、UV発光不可視インク、蛍光ヘリサイン、安全防災用色材、及びその他関連商品の製造・販売を行う。

## 沿革
- 1959年（昭和34年）5月に大日本塗料から分社化され、大日本シンロイヒ株式会社として発足。大船工場を分離譲渡し業務開始。
- 1967年（昭和42年）「シンロイヒ株式会社」に社名変更。

## 関係会社
- 大日本塗料株式会社
- サンデーペイント株式会社
- 大東ペイント株式会社
- ビーオーケミカル株式会社
- 日塗化学株式会社
- DNライティング株式会社